# Rotherfield Greys
Rotherfield Greys é um vilarejo e uma freguesia localizada a três milhas a oeste de Henley-on-Thames, no condado de Oxfordshire. 
O vilarejo é mencionado no Domesday Book como domínio do cavaleiro normando Anchetil de Greye. "Rotherfield" deriva de redrefeld, um termo anglo-saxão que significa "terras de gado bovino". Há um vilarejo vizinho com nome similar, Rotherfield Peppard.
A Igreja de St Nicolas é normanda com melhoramentos victorianos. A igreja contém a capela Knollys, do século XVI, que abriga os restos mortais de Sir Francis Knollys e de sua esposa, que foi dama de companhia de Elizabeth I da Inglaterra.
Próxima de Rotherfield Greys, está Greys Court, uma mansão campestre da Era Tudor, atualmente sob os cuidados do National Trust.